# Brave Combat Federation
BRAVE Combat Federation es una organización de artes marciales mixtas (MMA) con sede en Baréin. BRAVE FC fue establecida el 23 de septiembre de 2016 por el jeque Khalid bin Hamad Al Khalifa.
De BRAVE han salido los campeones de UFC Ilia Topuria (Campeón Mundial de Peso Ligero y Peso Pluma) y Khamzat Chimaev (Campeón Mundial de Peso Medio), y varios luchadores como Amir Albazi e Ikram Aliskerov entre otros.

## Historia
KHK MMA es una organización de MMA con sede en Baréin que promueve el crecimiento del deporte en la región; también es la empresa matriz de BRAVE Combat Federation. KHK MMA fue establecida por Al Khalifa. KHK MMA lanzó las operaciones de la BRAVE FC el 27 de julio de 2016 y lanzó oficialmente la promoción el 23 de septiembre de 2016.
Después de establecer a KHK MMA como una fuerza en ascenso dentro del mundo de MMA, Sheikh Khalid bin Hamad Al Khalifa comenzó a trabajar para presentar un evento global.
BRAVE Combat Federation se lanzó oficialmente durante una conferencia de prensa celebrada en el Reino de Bahréin el 27 de julio de 2016. Menos de dos meses después, Brave 1: The Beginning tuvo lugar en Madinat 'Isa el 23 de septiembre de 2016, una fecha que coincidió con el cumpleaños de Sheikh Khalid. BRAVE FC completó los primeros meses de sus operaciones con BRAVE 2: Dynasty, que también tuvo lugar en Baréin.

## Campeones actuales
| División         | Peso            | Campeón               | Desde el                               | Defensas del título |
| ---------------- | --------------- | --------------------- | -------------------------------------- | ------------------- |
| Peso pesado      | 120 kg (264 lb) | Pavel Dailidko        | 28 de septiembre de 2024 (Brave CF 88) | 0                   |
| Peso semipesado  | 93 kg (205 lb)  | Erko Jun              | 28 de septiembre de 2024 (Brave CF 88) | 3                   |
| Peso mediano     | 83 kg (183 lb)  | Vacante               | —                                      | —                   |
| Peso superwélter | 79 kg (174 lb)  | Kamal Magomedov       | 5 de diciembre de 2023 (Brave CF 77)   | 0                   |
| Peso superligero | 74 kg (163 lb)  | Eldar Eldarov         | 19 de abril de 2019 (Brave CF 23)      | 1                   |
| Peso ligero      | 70 kg (154 lb)  | Abdisalam Kubanychbek | 18 de febrero de 2023 (Brave CF 69)    | 2                   |
| Peso pluma       | 65 kg (143 lb)  | Nemat Abdrashitov     | 23 de junio de 2023 (Brave CF 72)      | 0                   |
| Peso gallo       | 61 kg (134 lb)  | Nkosi Ndebele         | 15 de diciembre de 2023 (Brave CF 91)  | 1                   |
| Peso mosca       | 56 kg (123 lb)  | Vacante               | —                                      | —                   |